# Cathyalia edidiehlia
Cathyalia edidiehlia är en fjärilsart som beskrevs av Ulrich Roesler och Kuppers 1981. Cathyalia edidiehlia ingår i släktet Cathyalia och familjen mott. Inga underarter finns listade i Catalogue of Life.